# Aristide Fergnani
Aristide Fergnani war ein italienischer Motorradrennfahrer, der in den frühen 1920er-Jahren aktiv in der 350‑cm³‑Klasse auf Garelli an Langstrecken- und Straßenrennen teilnahm.

## Rennsportkarriere
Fergnani erzielte bedeutende Erfolge im Jahr 1921 auf Garelli:
- 29. Mai 1921 – Sieg bei der ersten Auflage des Circuito del Lario (Rundkurs über 220 km), in der 350‑cm³‑Klasse mit einer Durchschnittsgeschwindigkeit von 67,508 km/h.
- 2. Oktober 1921 – Sieg beim Rennen Umbro–Toskano über 475 km in der 350‑cm³‑Klasse sowie Rang 5 in der 500‑cm³‑Kategorie am selben Tag, bei der er mit einer 350‑cm³-Maschine teilnahm.